# Anna Haverland

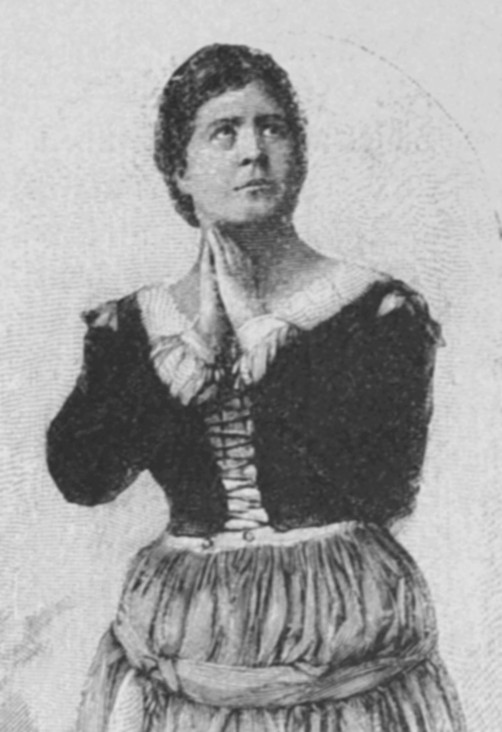
Anna Haverland als Jungfrau von Orléans

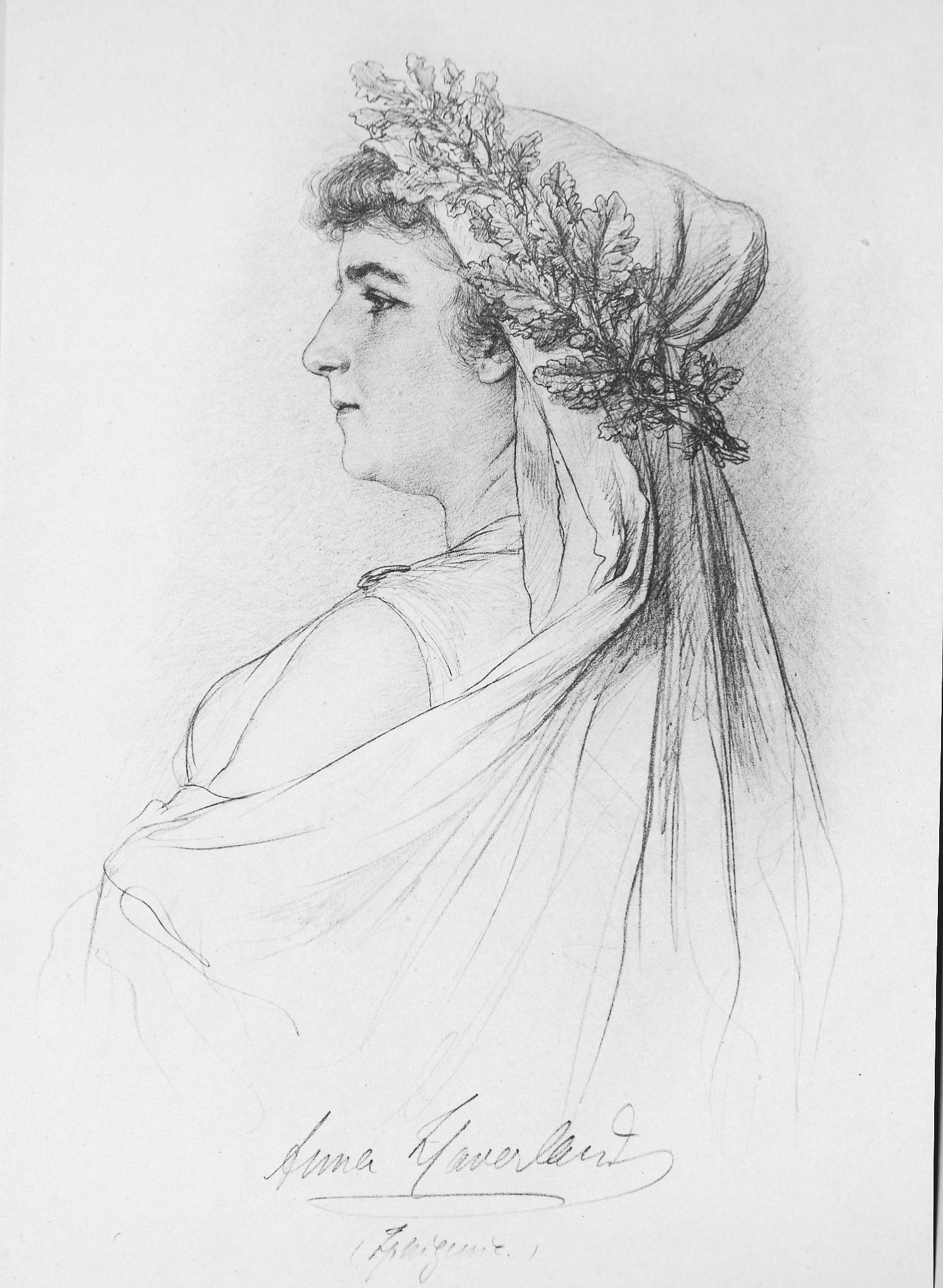
Anna Haverland als Iphigenie, Hoftheater Meiningen, ca. 1890

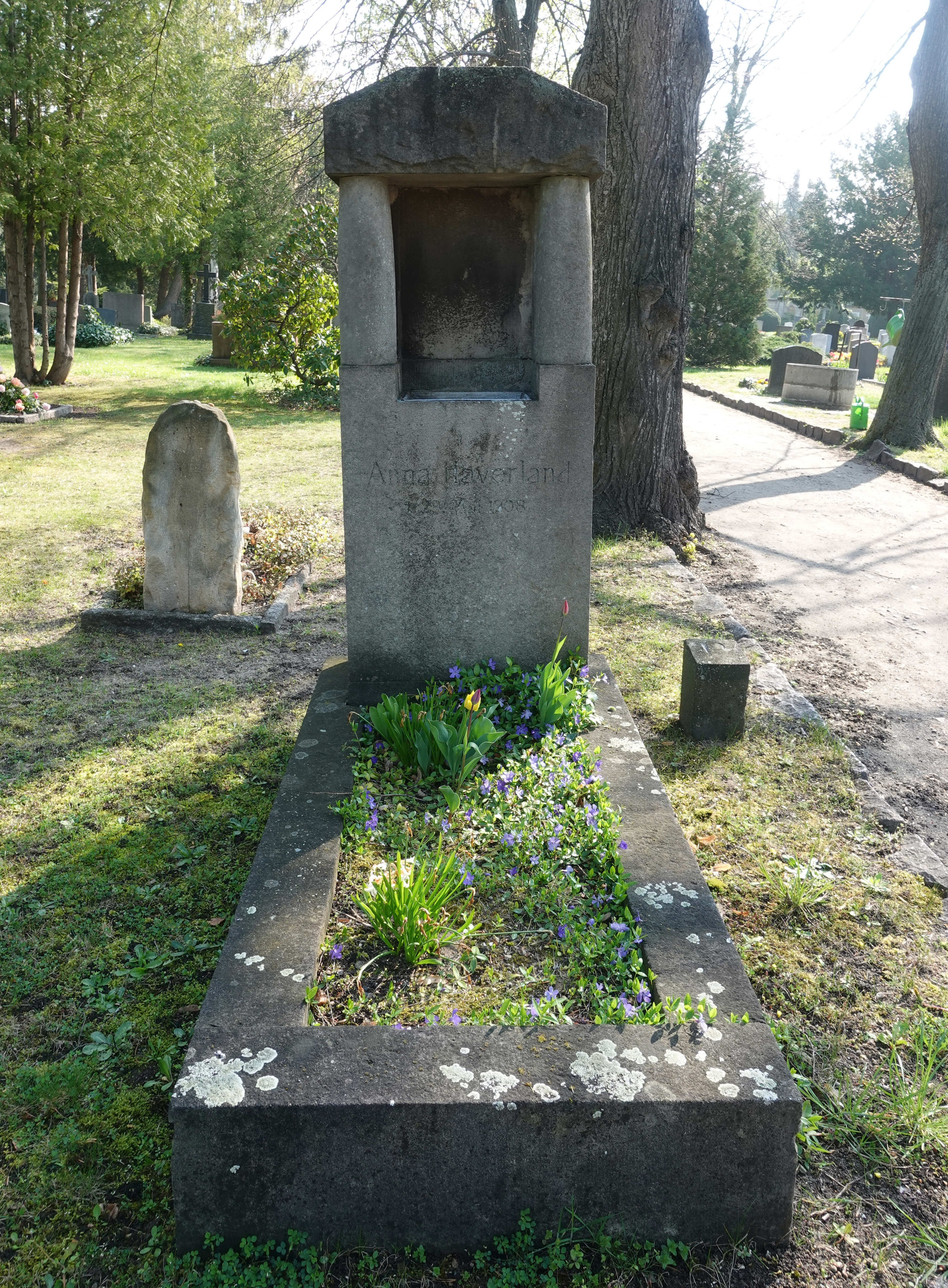
Grab von Anna Haverland auf dem Trinitatisfriedhof in Dresden

Anna Haverland (* 8. Januar 1854 in Berlin; † 29. Mai 1908 in Blasewitz) war eine deutsche Schauspielerin, die auch als Schriftstellerin wirkte. 

## Leben
Haverland ließ sich in Berlin bei Karl Gustav Berndal und Minona Frieb-Blumauer zur Schauspielerin ausbilden. Ihr erstes Engagement erhielt sie 1871 am Stadttheater Leipzig, wo sie auf das Fach der jugendlichen Liebhaberin festgelegt war. Ihr Engagement in Leipzig endete 1874; es folgte ein Engagement am Dresdner Hoftheater. Hier wurde sie im Heroinen-Fach besetzt, spielte in modernen Stücken und klassischen Werken Hauptrollen und erwarb sich darin „durch den Adel ihrer Auffassung und die edle Plastik ihrer Bewegungen allgemeine Anerkennung“. 1877 wurde sie  von Karl Hoff für die Rolle der „Germania“ auf dem Festspiel vor Kaiser Wilhelm I. im Künstlerverein Malkasten in Düsseldorf engagiert.
Es folgten Engagements am Königlichen Schauspielhaus in Berlin (1878–1879), wo sie als Jungfrau von Orléans debütierte, und in Frankfurt am Main (1880–1883). Zudem unternahm Haverland mit dem Ensemble des Meininger Hoftheaters zahlreiche Gastspielreisen unter anderem nach London und St. Petersburg. Ein weiteres Engagement führte Haverland 1883 an das Deutsche Theater Berlin, wo sie unter anderem an der Seite von Josef Kainz spielte. Zeitgenossen lobten ihre Darstellung der Antigone, Iphigenie, Sappho und Medea. Im Jahr 1892 gastierte Haverland in New York City, wo sie am Amberg’s Theatre die Hauptrolle in Henrik Ibsens Hedda Gabler spielte. Es war die erste deutsche Aufführung des Stücks in Amerika; Ibsen hatte Haverland selbst als Darstellerin ausgewählt, als das Stück im Februar 1891 erstmals am Lessing-Theater in Berlin aufgeführt worden war. Haverland stand mit weiteren Künstlern ihrer Zeit in Kontakt, darunter mit Theodor Fontane. Im Fragment gebliebenen Berliner Roman Allerlei Glück legte Fontane die Figur der theaterbegeisterten Bertha, die für die Rolle der Iphigenie schwärmt und mit ihrer Freundin Hanke über verschiedene Stücke plaudert, nach Haverland an. Johannes Schilling nahm für den Arm der Germania des Niederwalddenkmals Haverlands Arm zum Modell.
Aufgrund einer schweren Erkrankung beendete Haverland 1897 ihre Bühnenlaufbahn, lebte zunächst in Berlin und zog schließlich nach Dresden. Sie verstarb 1908 in Blasewitz und wurde auf dem Trinitatisfriedhof beigesetzt. Nachrufe würdigten sie als „eine jener großzügigen Künstlerinnen […], wie sie unsere Tage scheinbar nicht mehr zeitigen können. Ihrem Namen gebührt neben der Wolter, der Ziegler, Kathi Frank, Eleonore Wahlmann ein Ehrenplatz.“

## Werke
- 1891: Lose Blätter (Skizzen)
- Die gnädige Frau ist nicht zu Hause (Lustspiel, als Manuskript gedruckt)
- Adam Asper (Lustspiel, als Manuskript gedruckt)